# برت خودکپ

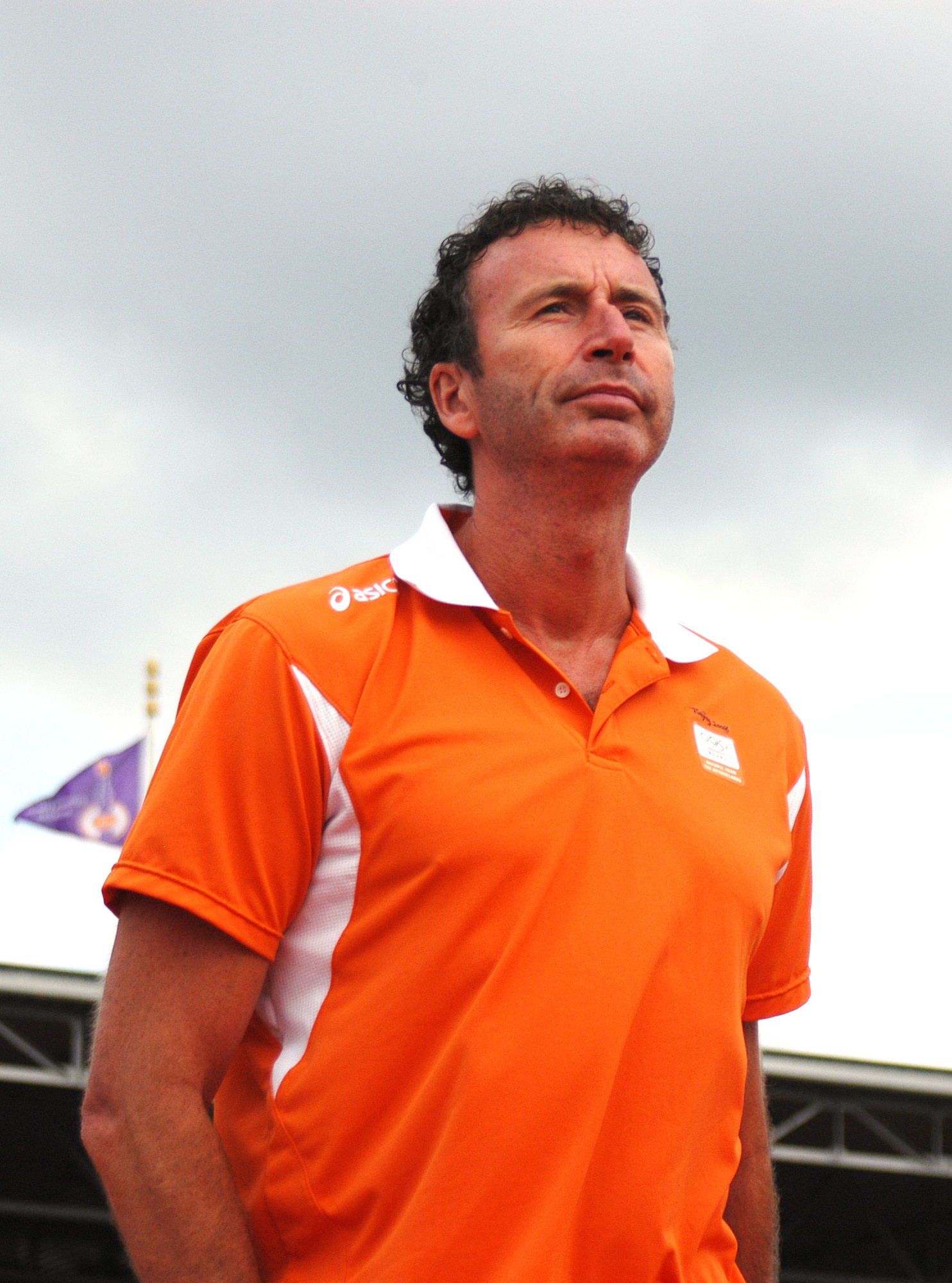
در المپیک ۲۰۰۸

برت خودکپ (انگلیسی: Bert Goedkoop) (زاده ۱۵ فوریه ۱۹۵۶) بازیکن سابق و مربی فعلی والیبال اهل هلند است.
برت در سال ۱۹۹۵ با هدایت خود تیم ملی والیبال زنان هلند را به مداال طلا قهرمانی اروپا رساند.